# 黄荆沟镇
黄荆沟镇，是中华人民共和国四川省内江市威远县曾经下辖的一个镇。2019年12月，撤销黄荆沟镇，将其所属行政区域划归山王镇管辖。

## 行政区划
黄荆沟镇撤销前下辖以下地区：
一井社区、老明槽社区、桥湾社区、胜利街社区、工农村、联盟村、长沙村、唐家山村、白香村、土店村、太阳村、太平村、凤皇寺村、秀峰村、坭河村、红丰村和砚台村。